# 阿尔巴雷托-德拉托雷
阿尔巴雷托-德拉托雷（義大利語：Albaretto della Torre），是意大利库内奥省的一个市镇。总面积4平方公里，人口253人，人口密度63.3人/平方公里（2009年）。ISTAT代码为004004。